# JVC
Victor Company of Japan, Limited (Tạm dịch: Công ty Victor Nhật Bản; tiếng Nhật: 日本ビクター株式会社, Hepburn: Nippon Bikutā Kabushiki-gaisha), thường được biết đến với cái tên thông dụng là JVC, là một tập đoàn điện tử đa quốc gia của Nhật Bản, với tổng hành dinh đặt tại Yokohama, Nhật Bản. Công ty thành lập năm 1927 và nổi tiếng nhất với việc là công ty giới thiệu dòng sản phẩm vô tuyến đầu tiên tại Nhật, đồng thời phát triển loại băng video nổi tiếng VHS.